# 1044

## Události
- Koncem roku vyhnán papež Benedikt IX. z Říma a nahrazen novým papežem, Silvestrem III.
- 21. srpna – bitva u Nouy.

## Úmrtí
- 5. července – Samuel Aba, uherský král (* kolem 990)
- ? – Brjačislav I. Polocký, polocký kníže (* 990)
- ? – Matylda Fríská, francouzská královna (* 1024)

## Hlavy států
- České knížectví – Břetislav I.
- Papež – Benedikt IX.
- Svatá říše římská – Jindřich III. Černý
- Anglické království – Eduard III. Vyznavač
- Aragonské království – Ramiro I. Aragonský
- Barcelonské hrabství – Ramon Berenguer I. Starý
- Burgundské království – Rudolf III.
- Byzantská říše – Konstantin IX. Monomachos
- Dánské království – Magnus I. Dobrý
- Francouzské království – Jindřich I.
- Kyjevská Rus – Jaroslav Moudrý
- Kastilské království – Ferdinand I. Veliký
- Leonské království – Ferdinand I. Veliký
- Navarrské království – García V. Sánchez
- Norské království – Magnus I. Dobrý
- Polské knížectví – Kazimír I. Obnovitel
- Skotské království – Macbeth I.
- Švédské království – Jakob Anund
- Uherské království – Samuel Aba / Petr Orseolo